# Saint-Julien (Var)
Saint-Julien – miejscowość i gmina we Francji, w regionie Prowansja-Alpy-Lazurowe Wybrzeże, w departamencie Var.
Według danych na rok 1990 gminę zamieszkiwało 1149 osób, a gęstość zaludnienia wynosiła 15 osób/km² (wśród 963 gmin regionu Prowansja-Alpy-W. Lazurowe Saint-Julien plasuje się na 357. miejscu pod względem liczby ludności, natomiast pod względem powierzchni na miejscu 66.).